# Burnt Bay
Burnt Bay är en vik i Kanada.   Den ligger i provinsen Newfoundland och Labrador, i den östra delen av landet, 1 600 km öster om huvudstaden Ottawa.
I omgivningarna runt Burnt Bay växer i huvudsak blandskog. Trakten runt Burnt Bay är nära nog obefolkad, med mindre än två invånare per kvadratkilometer.